# Sepiola atlantica
 Sepiola atlantica  (zu deutsch Zwergsepia oder Atlantische Sepiole) ist ein Tintenfisch in der Familie der Zwergtintenfische (Sepiolidae). Sein Verbreitungsgebiet liegt im Atlantik zwischen Island und Skandinavien und erstreckt sich südlich bis zur Küste von Marokko.

## Merkmale
Die Mantellänge von Sepiola atlantica ist geschlechtsunabhängig und liegt bei etwa 21 Millimetern. Die Flossen sind relativ kurz und überragen den Mantel nicht. In der Mantelhöhle besitzen die Tiere paarige, nierenförmige Leuchtorgane (Photophoren) auf beiden Seiten des Tintenbeutels. Die Arme besitzen zweireihige Saugnäpfe, zwei der Arme sind zudem mit vier bis acht Reihen kleiner Saugnäpfe an den Fangarmspitzen ausgestattet. Die beiden Tentakeln besitzen acht Saugnäpfe.
Die Männchen besitzen einen Hectocotylus, also einen für die Paarung modifizierten Fangarm. Dabei handelt es sich um den linken Dorsalarm, an dem ein fleischiges Polster ausgebildet ist. Der Kopulationsapparat selbst besteht aus einem vergrößerten Horn mit seitlichen Lappen. Die dorsale Saugnapfreihe besitzt drei bis vier deutlich vergrößerte Saugnäpfe mit geschwollenen Fußbereichen, dann drei oder vier stark verkleinerte Saugnäpfe und schließlich drei bis fünf sehr stark vergrößerte Saugnäpfe. In der distalen Hälfte ist der Hectocotylus stark gekrümmt.
Von ähnlichen Arten unterscheidet sich Sepiola atlantica vor allem durch die Verteilung der Saugnäpfe auf Arm IV sowie durch die Lage und Form der Leuchtorgane im Innern der Mantelhöhle.

## Verbreitung und Lebensraum
Das Verbreitungsgebiet von Sepiola atlantica erstreckt sich im nordöstlichen Atlantik von 65 bis 35°N bzw. von Island über die Färöer und das westliche Norwegen bis nach Marokko. Im Mittelmeer wurde dieser Art bislang nur einmal nachgewiesen.
Die Tiere bevorzugen den Kontinentalschelf bis zum Kontinentalabbruch. Sie leben vor allem nahe dem Meeresboden (epibenthisch), werden jedoch auch regelmäßig in mittleren Meeresschichten gefangen.

## Lebensweise
Die Art besitzt wahrscheinlich keine strengen Fortpflanzungszeiten. Die Populationen bestehen entsprechend aus Tieren unterschiedlichen Alters und Jungtiere können das gesamte Jahr mit einer leicht erhöhten Zahl im Sommer von April bis August gefangen werden.

## Nutzung

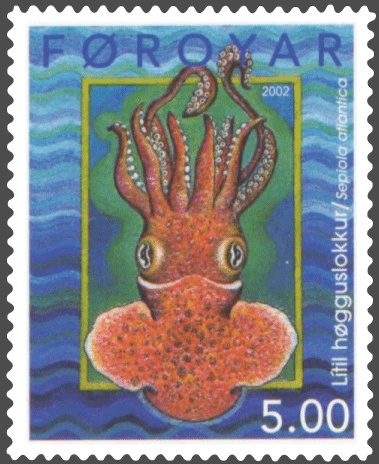
Sepiola atlantica als Motiv auf einer von Astrid Andreasen gestalteten Briefmarke der Färöer

Das Tier ist zum Verzehr geeignet und wird vor allem in Nordeuropa regelmäßig gefangen, konkrete Fangzahlen für diese Art liegen allerdings nicht vor. Der kleine Tintenfisch wird oft auch als „Kleine Sprutte“ verkauft.